# Hypericum smithii
Hypericum smithii är en johannesörtsväxtart som först beskrevs av N.Robson, och fick sitt nu gällande namn av N.Robson. Hypericum smithii ingår i släktet johannesörter, och familjen johannesörtsväxter. Inga underarter finns listade i Catalogue of Life.